# Leksvik
Leksvik là một thị trấn và là một đô thị ở hạt Nord-Trøndelag, Na Uy. Leksvik đã được lập thành một đô thị ngày 1 tháng 1 năm 1838 (xem formannskapsdistrikt). Đây là một trong số ít các đô thị ở Na Uy không thay đổi ranh giới vào dịp đó.
In 2004, đô thị Leksvik có dân số 3.511 người, trong đó có 1.073 dân sống ở thị trấn Leksvik.
Leksvik và Vanvikan là nơi có ngành công nghệ cao. Nông nghiệp cũng đóng vai trò quan trọng. Phần lớn diện tích Leksvik là rừng và núi với các loại động vật hoang dã.